# Angeghakot
Angeghakot – wieś w Armenii, w prowincji Sjunik. W 2011 roku liczyła 1582 mieszkańców.